# 段波
段波（だんぱ、英語: bore）は、切り立った水の壁が進行する形態の波である。
満潮の際、潮汐が段波となって川を遡上することがあり、海嘯とよばれる。
津波が陸上に押し寄せたり川を遡上したりするとき、段波を形成することもある。水深の浅い湾や平坦な川に起こりやすい。
台風などによる高潮が押し寄せる際にも、段波を形成することがある。
峡谷の鉄砲水の前面にも段波が観察されることがある。天然ダムの決壊などにより水が一気に押し寄せる現象は洪水段波とよばれる。平成29年7月九州北部豪雨では少なくとも4河川で発生、段波現象がなかった場合を想定して比較すると、流量・氾濫面積ともに大きくなったと考えられている。
用水路やダムなど、人工の水路における放流などでも発生する。広くは、例えばアメリカのディズニー・タイフーン・ラグーンのようなウォーターパークの人工の波のいくつかにも段波の性質をもつものがある。